# Бадеро
Бадеро — деревня в Юкаменском районе Удмуртии. Входит в состав Засековского сельского поселения.

## География
Деревня расположена на северо-западе республики на расстоянии примерно в 9 километрах по прямой к востоку от районного центра Юкаменского.
Часовой пояс
Деревня Бадеро как и вся Удмуртия, находится в часовой зоне МСК+1. Смещение применяемого времени относительно UTC составляет +4:00.

## Население
| 2010 | 2012 |
| ---- | ---- |
| 81   | ↘74  |

Национальный состав
Согласно результатам переписи 2002 года, удмурты составляли 41 %, а бесермяне 44 % из 99 чел..